# Бамбі (нагорода)
«Бамбі» (BAMBI) — німецька міжнародна медіа-премія в галузі ЗМІ і телебачення. Згідно зі статутом премію щорічно присуджують «Людям з креативністю і новими ідеями, які особливо надихнули і зворушили німецьку публіку».
Премія була заснована в 1948 році видавцем часопису «Film und Mode Revue» Карлом Фрітцем. Першими лауреатами були Жан Маре і Маріка Рьокк. В 1962 премія перейшла у ведення медіаконцерну «Hubert Burda Media».
Нині премією відзначаються зірки кіно, сцени і телебачення, видатні спортсмени, громадські діячі і політики, які стали героями завдяки своїм надзвичайним здібностям, геніальним ідеям, творчому пориву або активній громадській позиції.
Журі премії складається з голови концерну «Hubert Burda Media» Губерт Бурда і головних редакторів усіх часописів, що належать концерну. Сама нагорода має вигляд статуетки оленяти. Перші роки «оленятко» була керамічною, з 1958 року вона виготовляється з полірованої позолоченої бронзи.